# .jobs
‎.jobs‏ یک دامنه سطح‌بالای ضمانت‌شده (sTLD) در سامانه نام دامنه (DNS) اینترنت است که برای وبگاه‌های شرکت‌ها و سازمان‌های مربوط به اشتغال در نظر گرفته شده‌است.